# فهرست جایزه‌ها و نامزدی‌های کلینت ایستوود
فهرستی از جوایزی که کلینت ایستوود، بازیگر و کارگردان آمریکایی برای آنها نامزد یا برنده شده است.

## جوایز
| جایزه اسکار | جایزه اسکار                | جایزه اسکار | جایزه اسکار | جایزه اسکار                           |
| سال         | فیلم                       | جایزه       | نتیجه       | بخش                                   |
| ----------- | -------------------------- | ----------- | ----------- | ------------------------------------- |
| ۱۹۹۳        | نابخشوده (فیلم ۱۹۹۲)       | اسکار       | نامزد       | جایزه اسکار بهترین بازیگر نقش اول مرد |
| ۱۹۹۳        | نابخشوده (فیلم ۱۹۹۲)       | اسکار       | برنده       | جایزه اسکار بهترین کارگردانی          |
| ۱۹۹۳        | نابخشوده (فیلم ۱۹۹۲)       | اسکار       | برنده       | جایزه اسکار بهترین فیلم               |
| ۲۰۰۴        | رودخانه میستیک             | اسکار       | نامزد       | بهترین کارگردانی                      |
| ۲۰۰۴        | رودخانه میستیک             | اسکار       | نامزد       | بهترین فیلم                           |
| ۲۰۰۵        | دختر میلیون دلاری          | اسکار       | نامزد       | بهترین بازیگر نقش نخست مرد            |
| ۲۰۰۵        | دختر میلیون دلاری          | اسکار       | نامزد       | بهترین فیلم                           |
| ۲۰۰۵        | دختر میلیون دلاری          | اسکار       | نامزد       | بهترین کارگردانی                      |
| ۲۰۰۷        | نامه‌هایی از ایووجیما       | اسکار       | نامزد       | بهترین کارگردانی                      |
| ۲۰۰۷        | نامه‌هایی از ایووجیما       | اسکار       | نامزد       | بهترین فیلم                           |
| ۲۰۱۵        | تک‌تیرانداز آمریکایی (فیلم) | اسکار       | نامزد       | بهترین فیلم                           |

| جایزه آماندا | جایزه آماندا      | جایزه آماندا | جایزه آماندا | جایزه آماندا      |
| سال          | فیلم              | جایزه        | نتیجه        | بخش               |
| ------------ | ----------------- | ------------ | ------------ | ----------------- |
| ۲۰۰۵         | دختر میلیون دلاری | جایزه آماندا | نامزد        | بهترین فیلم خارجی |

| انستیتو فیلم استرالیا | انستیتو فیلم استرالیا | انستیتو فیلم استرالیا | انستیتو فیلم استرالیا | انستیتو فیلم استرالیا |
| سال                   | فیلم                  | جایزه                 | نتیجه                 | بخش                   |
| --------------------- | --------------------- | --------------------- | --------------------- | --------------------- |
| ۲۰۰۴                  | رودخانه میستیک        | جایزه ای‌اف‌آی          | نامزد                 | بهترین فیلم خارجی     |

| جایزه بفتا | جایزه بفتا           | جایزه بفتا      | جایزه بفتا | جایزه بفتا              |
| سال        | فیلم                 | جایزه           | نتیجه      | بخش                     |
| ---------- | -------------------- | --------------- | ---------- | ----------------------- |
| ۱۹۹۳       | نابخشوده (فیلم ۱۹۹۲) | جایزه فیلم بفتا | نامزد      | جایزه بفتای بهترین فیلم |
| ۱۹۹۳       | نابخشوده (فیلم ۱۹۹۲) | جایزه فیلم بفتا | نامزد      | بهترین کارگردانی        |
| ۲۰۰۹       | Changeling           | جایزه فیلم بفتا | نامزد      | بهترین کارگردانی        |

| بلاکباستر | بلاکباستر      | بلاکباستر       | بلاکباستر | بلاکباستر |
| سال       | فیلم           | جایزه           | نتیجه     | بخش       |
| --------- | -------------- | --------------- | --------- | --------- |
| ۲۰۰۱      | گاوچران‌های فضا | جایزه بلاکباستر | نامزد     | تیم اکشن  |

| جایزه بلو ریبن | جایزه بلو ریبن     | جایزه بلو ریبن  | جایزه بلو ریبن | جایزه بلو ریبن    |
| سال            | فیلم               | جایزه           | نتیجه          | بخش               |
| -------------- | ------------------ | --------------- | -------------- | ----------------- |
| ۱۹۹۶           | پل‌های مدیسون کانتی | جایزه روبان آبی | برنده          | بهترین فیلم خارجی |
| ۲۰۰۵           | رودخانه میستیک     | جایزه روبان آبی | برنده          | بهترین فیلم خارجی |
| ۲۰۰۶           | دختر میلیون دلاری  | جایزه روبان آبی | برنده          | بهترین فیلم خارجی |

| جوایز بودیل | جوایز بودیل           | جوایز بودیل | جوایز بودیل | جوایز بودیل          |
| سال         | فیلم                  | جایزه       | نتیجه       | بخش                  |
| ----------- | --------------------- | ----------- | ----------- | -------------------- |
| ۲۰۰۴        | رودخانه میستیک        | Bodil       | نامزد       | بهترین فیلم آمریکایی |
| ۲۰۰۸        | Letters from Iwo Jima | Bodil       | برنده       | بهترین فیلم آمریکایی |

| جایزه سزار | جایزه سزار         | جایزه سزار | جایزه سزار | جایزه سزار        |
| سال        | فیلم               | جایزه      | نتیجه      | بخش               |
| ---------- | ------------------ | ---------- | ---------- | ----------------- |
| ۱۹۸۹       | پرنده              | César      | نامزد      | بهترین فیلم خارجی |
| ۱۹۹۶       | پل‌های مدیسون کانتی | César      | نامزد      | بهترین فیلم خارجی |
| ۲۰۰۴       | رودخانه میستیک     | César      | برنده      | بهترین فیلم خارجی |
| ۲۰۰۶       | دختر میلیون دلاری  | César      | برنده      | بهترین فیلم خارجی |
| ۲۰۱۰       | گرن تورینو         | César      | برنده      | بهترین فیلم خارجی |
| ۲۰۱۱       | Invictus           | César      | نامزد      | بهترین فیلم خارجی |

| دیوید دی دوناتلو | دیوید دی دوناتلو     | دیوید دی دوناتلو | دیوید دی دوناتلو | دیوید دی دوناتلو  |
| سال              | فیلم                 | جایزه            | نتیجه            | بخش               |
| ---------------- | -------------------- | ---------------- | ---------------- | ----------------- |
| ۲۰۰۴             | رودخانه میستیک       | David            | نامزد            | بهترین فیلم خارجی |
| ۲۰۰۵             | دختر میلیون دلاری    | David            | برنده            | بهترین فیلم خارجی |
| ۲۰۰۷             | نامه‌هایی از ایووجیما | David            | نامزد            | بهترین فیلم خارجی |
| ۲۰۰۹             | گرن تورینو           | David            | برنده            | بهترین فیلم خارجی |

| جایزه انجمن کارگردانان آمریکا | جایزه انجمن کارگردانان آمریکا | جایزه انجمن کارگردانان آمریکا | جایزه انجمن کارگردانان آمریکا | جایزه انجمن کارگردانان آمریکا                          |
| سال                           | فیلم                          | جایزه                         | نتیجه                         | بخش                                                    |
| ----------------------------- | ----------------------------- | ----------------------------- | ----------------------------- | ------------------------------------------------------ |
| ۱۹۹۳                          | نابخشوده                      | DGA Award                     | برنده                         | Outstanding Directorial Achievement in Motion Pictures |
| ۲۰۰۴                          | رودخانه میستیک                | DGA Award                     | نامزد                         | Outstanding Directorial Achievement in Motion Pictures |
| ۲۰۰۵                          | دختر میلیون دلاری             | DGA Award                     | برنده                         | Outstanding Directorial Achievement in Motion Pictures |
| ۲۰۱۴                          | تک‌تیرانداز آمریکایی           | DGA Award                     | نامزد                         | Outstanding Directorial Achievement in Motion Pictures |

| جایزه کارگردانان بریتانیا | جایزه کارگردانان بریتانیا | جایزه کارگردانان بریتانیا | جایزه کارگردانان بریتانیا | جایزه کارگردانان بریتانیا                                 |
| سال                       | فیلم                      | جایزه                     | نتیجه                     | بخش                                                       |
| ------------------------- | ------------------------- | ------------------------- | ------------------------- | --------------------------------------------------------- |
| ۲۰۰۵                      | دختر میلیون دلاری         | DGGB Award                | نامزد                     | Outstanding Directorial Achievement in International Film |

| جوایز فیلم اروپا | جوایز فیلم اروپا | جوایز فیلم اروپا           | جوایز فیلم اروپا |
| سال              | فیلم             | جایزه                      | نتیجه            |
| ---------------- | ---------------- | -------------------------- | ---------------- |
| ۲۰۰۳             | رودخانه میستیک   | Screen International Award | نامزد            |

| فتوگراما دی پلاتا | فتوگراما دی پلاتا  | فتوگراما دی پلاتا   | فتوگراما دی پلاتا | فتوگراما دی پلاتا |
| سال               | فیلم               | جایزه               | نتیجه             | بخش               |
| ----------------- | ------------------ | ------------------- | ----------------- | ----------------- |
| ۱۹۹۳              | Unforgiven         | Fotogramas de Plata | برنده             | بهترین فیلم خارجی |
| ۱۹۹۶              | پل‌های مدیسون کانتی | Fotogramas de Plata | برنده             | بهترین فیلم خارجی |
| ۲۰۰۴              | رودخانه میستیک     | Fotogramas de Plata | برنده             | بهترین فیلم خارجی |
| ۲۰۰۶              | دختر میلیون دلاری  | Fotogramas de Plata | برنده             | بهترین فیلم خارجی |

| جایزه گلدن گلوب | جایزه گلدن گلوب       | جایزه گلدن گلوب | جایزه گلدن گلوب | جایزه گلدن گلوب                      |
| سال             | فیلم                  | جایزه           | نتیجه           | بخش                                  |
| --------------- | --------------------- | --------------- | --------------- | ------------------------------------ |
| ۱۹۸۹            | پرنده                 | گلدن گلوب       | Won             | بهترین کارگردانی                     |
| ۱۹۹۳            | نابخشوده              | گلدن گلوب       | Won             | بهترین کارگردانی                     |
| ۲۰۰۴            | رودخانه میستیک        | گلدن گلوب       | نامزد           | بهترین کارگردانی                     |
| ۲۰۰۵            | Million Dollar Baby   | گلدن گلوب       | نامزد           | Best Original Score – Motion Picture |
| ۲۰۰۵            | Million Dollar Baby   | گلدن گلوب       | برنده           | بهریتن کارگردانی                     |
| ۲۰۰۷            | پرچم‌های پدران ما      | گلدن گلوب       | نامزد           | بهریتن کارگردانی                     |
| ۲۰۰۷            | Letters from Iwo Jima | گلدن گلوب       | برنده           | بهترین فیلم خارجی                    |
| ۲۰۰۷            | Letters from Iwo Jima | گلدن گلوب       | نامزد           | بهترین کارگردانی                     |
| ۲۰۰۸            | گریس رفته             | گلدن گلوب       | نامزد           | Best Original Score – Motion Picture |
| ۲۰۰۸            | گریس رفته             | گلدن گلوب       | نامزد           | Best Original Song – Motion Picture  |
| ۲۰۰۹            | Changeling            | گلدن گلوب       | نامزد           | Best Original Score – Motion Picture |
| ۲۰۰۹            | گرن تورینو            | گلدن گلوب       | نامزد           | Best Original Song – Motion Picture  |
| ۲۰۱۰            | Invictus              | گلدن گلوب       | نامزد           | بهترین کارگردانی                     |

| جایزه گرمی | جایزه گرمی        | جایزه گرمی | جایزه گرمی | جایزه گرمی                                                                        |
| سال        | فیلم              | جایزه      | نتیجه      | بخش                                                                               |
| ---------- | ----------------- | ---------- | ---------- | --------------------------------------------------------------------------------- |
| ۲۰۰۶       | دختر میلیون دلاری | جایزه گرمی | نامزد      | Best Score Soundtrack Album for Motion Picture, Television, or Other Visual Media |

| جایزه فیلم هوچی | جایزه فیلم هوچی  | جایزه فیلم هوچی  | جایزه فیلم هوچی | جایزه فیلم هوچی   |
| سال             | فیلم             | جایزه            | نتیجه           | بخش               |
| --------------- | ---------------- | ---------------- | --------------- | ----------------- |
| ۱۹۹۳            | نابخشوده         | Hochi Film Award | برنده           | بهترین فیلم خارجی |
| ۲۰۰۶            | پرچم‌های پدران ما | Hochi Film Award | برنده           | بهترین فیلم خارجی |

| جایزه انجمن ملی فیلم ایتالیا | جایزه انجمن ملی فیلم ایتالیا | جایزه انجمن ملی فیلم ایتالیا | جایزه انجمن ملی فیلم ایتالیا | جایزه انجمن ملی فیلم ایتالیا  |
| سال                          | فیلم                         | جایزه                        | نتیجه                        | بخش                           |
| ---------------------------- | ---------------------------- | ---------------------------- | ---------------------------- | ----------------------------- |
| ۲۰۰۶                         | دختر میلیون دلاری            | روبان نقره‌ای                 | برنده                        | بهترین کارگردانی - فیلم خارجی |

| جایزه فیلم کینما چونپو | جایزه فیلم کینما چونپو | جایزه فیلم کینما چونپو | جایزه فیلم کینما چونپو | جایزه فیلم کینما چونپو      |
| سال                    | فیلم                   | جایزه                  | نتیجه                  | بخش                         |
| ---------------------- | ---------------------- | ---------------------- | ---------------------- | --------------------------- |
| ۱۹۹۴                   | نابخشوده               | جایزه کینما چونپو      | برنده                  | بهترین فیلم خارجی           |
| ۱۹۹۶                   | پل‌های مدیسون کانتی     | جایزه کینما چونپو      | برنده                  | بهترین کارگردانی فیلم خارجی |
| ۲۰۰۱                   | گاوچرانان فضا          | جایزه کینما چونپو      | برنده                  | بهترین فیلم خارجی           |
| ۲۰۰۵                   | رودخانه میستیک         | جایزه کینما چونپو      | برنده                  | بهترین فیلم خارجی           |
| ۲۰۰۵                   | رودخانه میستیک         | جایزه انتخاب بینندگان  | برنده                  | بهترین فیلم خارجی           |
| ۲۰۰۶                   | دختر میلیون دلاری      | جایزه کینما چونپو      | برنده                  | بهترین فیلم خارجی           |
| ۲۰۰۶                   | دختر میلیون دلاری      | جایزه کینما چونپو      | برنده                  | بهترین کارگردانی فیلم خارجی |
| ۲۰۰۶                   | دختر میلیون دلاری      | جایزه انتخاب بینندگان  | برنده                  | بهترین فیلم خارجی           |
| ۲۰۰۷                   | پرچم‌های پدران ما       | جایزه کینما چونپو      | برنده                  | بهترین فیلم خارجی           |
| ۲۰۰۷                   | پرچم‌های پدران ما       | جایزه کینما چونپو      | برنده                  | بهترین کارگردانی فیلم خارجی |
| ۲۰۰۷                   | پرچم‌های پدران ما       | جایزه انتخاب بینندگان  | برنده                  | بهترین فیلم خارجی           |

| جایزه لورل | جایزه لورل                      | جایزه لورل | جایزه لورل | جایزه لورل        |
| سال        | فیلم                            | جایزه      | نتیجه      | بخش               |
| ---------- | ------------------------------- | ---------- | ---------- | ----------------- |
| ۱۹۶۷       | —                               | لورل طلایی | دوم        | بازیگر جدید مرد   |
| ۱۹۶۸       | —                               | لورل طلایی | هشتم       | بازیگر مرد        |
| ۱۹۶۸       | خوب، بد، زشت                    | لورل طلایی | دوم        | اجرای اکشن        |
| ۱۹۷۰       | —                               | لورل طلایی | نهم        | بازیگر مرد        |
| ۱۹۷۰       | جایی که عقاب‌ها جرات پیدا می‌کنند | لورل طلایی | چهارم      | اجرای اکشن        |
| ۱۹۷۱       | —                               | لورل طلایی | دهم        | بازیگر مرد        |
| ۱۹۷۱       | دو قاطر برای خواهر سارا         | لورل طلایی | سوم        | بهترین اجرای اکشن |

| جایزه فیلم ماینیجی | جایزه فیلم ماینیجی | جایزه فیلم ماینیجی    | جایزه فیلم ماینیجی | جایزه فیلم ماینیجی |
| سال                | فیلم               | جایزه                 | نتیجه              | بخش                |
| ------------------ | ------------------ | --------------------- | ------------------ | ------------------ |
| ۱۹۹۴               | نابخشوده           | جایزه فیلم ماینیجی    | برنده              | بهترین فیلم خارجی  |
| ۱۹۹۶               | پل‌های مدیسون کانتی | جایزه انتخاب بینندگان | برنده              | بهترین فیلم خارجی  |
| ۲۰۰۱               | گاوچرانان فضا      | جایزه فیلم ماینیجی    | برنده              | بهترین فیلم خارجی  |
| ۲۰۰۵               | رودخانه میستیک     | جایزه فیلم ماینیجی    | برنده              | بهترین فیلم خارجی  |

| هیئت ملی بازبینی فیلم | هیئت ملی بازبینی فیلم | هیئت ملی بازبینی فیلم | هیئت ملی بازبینی فیلم | هیئت ملی بازبینی فیلم |
| سال                   | فیلم                  | جایزه                 | نتیجه                 | بخش                   |
| --------------------- | --------------------- | --------------------- | --------------------- | --------------------- |
| ۲۰۰۸                  | گرن تورینو            | جایزه ان‌بی‌آر          | برنده                 | بهترین بازیگر مرد     |

| جایزه تهیه‌کنندگان سال | جایزه تهیه‌کنندگان سال | جایزه تهیه‌کنندگان سال  | جایزه تهیه‌کنندگان سال |
| سال                   | فیلم                  | جایزه                  | نتیجه                 |
| --------------------- | --------------------- | ---------------------- | --------------------- |
| ۲۰۰۴                  | رودخانه میستیک        | تهیه‌کنندگی بهترین فیلم | نامزد                 |

| جایزه برگزیده مردم | جایزه برگزیده مردم | جایزه برگزیده مردم | جایزه برگزیده مردم        |
| سال                | جایزه              | نتیجه              | بخش                       |
| ------------------ | ------------------ | ------------------ | ------------------------- |
| ۱۹۸۱               | جایزه برگزیده مردم | برنده              | بازیگر مرد محبوب          |
| ۱۹۸۴               | جایزه برگزیده مردم | برنده              | بازیگر مرد محبوب          |
| ۱۹۸۵               | جایزه برگزیده مردم | برنده              | بازیگر مرد محبوب          |
| ۱۹۸۷               | جایزه برگزیده مردم | برنده              | بازیگر مرد محبوب          |
| ۱۹۸۸               | جایزه برگزیده مردم | برنده              | بازیگر محبوب تمام دوران‌ها |

| جایزه رابرت | جایزه رابرت       | جایزه رابرت | جایزه رابرت | جایزه رابرت          |
| سال         | فیلم              | جایزه       | نتیجه       | بخش                  |
| ----------- | ----------------- | ----------- | ----------- | -------------------- |
| ۲۰۰۴        | رودخانه میستیک    | Robert      | نامزد       | بهترین فیلم آمریکایی |
| ۲۰۰۶        | دختر میلیون دلاری | Robert      | نامزد       | بهترین فیلم آمریکایی |

| جایزه سنت جوردی | جایزه سنت جوردی | جایزه سنت جوردی | جایزه سنت جوردی | جایزه سنت جوردی   |
| سال             | فیلم            | جایزه           | نتیجه           | بخش               |
| --------------- | --------------- | --------------- | --------------- | ----------------- |
| ۱۹۸۹            | پرنده           | سنت جوردی       | برنده           | بهترین فیلم خارجی |
| ۱۹۹۳            | نابخشوده        | سنت جوردی       | برنده           | بهترین فیلم خارجی |
| ۲۰۰۴            | رودخانه میستیک  | سنت جوردی       | برنده           | بهترین فیلم خارجی |

| جایزه ستلایت | جایزه ستلایت     | جایزه ستلایت       | جایزه ستلایت | جایزه ستلایت        |
| سال          | فیلم             | جایزه              | نتیجه        | بخش                 |
| ------------ | ---------------- | ------------------ | ------------ | ------------------- |
| ۲۰۰۴         | رودخانه میستیک   | جایزه ستلایت طلایی | نامزد        | بهترین کارگردانی    |
| ۲۰۰۶         | پرچم‌های پدران ما | جایزه ستلایت       | نامزد        | Best Original Score |
| ۲۰۰۶         | پرچم‌های پدران ما | جایزه ستلایت       | برنده        | بهترین کارگردانی    |
| ۲۰۰۷         | گریس رفته        | جایزه ستلایت       | برنده        | Best Original Song  |

| جایزه ساترن | جایزه ساترن   | جایزه ساترن | جایزه ساترن | جایزه ساترن       |
| سال         | فیلم          | جایزه       | نتیجه       | بخش               |
| ----------- | ------------- | ----------- | ----------- | ----------------- |
| ۲۰۰۱        | گاوچرانان فضا | جایزه ساترن | نامزد       | بهترین بازیگر مرد |
| ۲۰۰۱        | گاوچرانان فضا | جایزه ساترن | نامزد       | بهترین کارگردانی  |
| ۲۰۰۹        | Changeling    | جایزه ساترن | نامزد       | بهترین کارگردانی  |
| ۲۰۰۹        | Changeling    | جایزه ساترن | نامزد       | بهترین موسیقی     |

| جایزه انجمن بازیگران فیلم | جایزه انجمن بازیگران فیلم | جایزه انجمن بازیگران فیلم | جایزه انجمن بازیگران فیلم | جایزه انجمن بازیگران فیلم                             |
| سال                       | فیلم                      | جایزه                     | نتیجه                     | بخش                                                   |
| ------------------------- | ------------------------- | ------------------------- | ------------------------- | ----------------------------------------------------- |
| ۲۰۰۴                      | دختر میلیون دلاری         | بازیگر مرد                | نامزد                     | Outstanding Performance by a Cast in a Motion Picture |

| جایزه میراث غرب | جایزه میراث غرب | جایزه میراث غرب | جایزه میراث غرب | جایزه میراث غرب              |
| سال             | فیلم            | جایزه           | نتیجه           | بخش                          |
| --------------- | --------------- | --------------- | --------------- | ---------------------------- |
| ۱۹۶۱            | پوست خام        | برنز            | برنده           | بهترین مجموعه تلویزیونی درام |
| ۱۹۶۲            | پوست خام        | برنز            | برنده           | بهترین مجموعه تلویزیونی درام |
| ۱۹۶۴            | پوست خام        | برنز            | برنده           | بهترین مجموعه تلویزیونی درام |
| ۱۹۹۳            | نابخشوده        | برنز            | برنده           | Theatrical Motion Picture    |

### انجمن‌های منتقدان
| انجمن منتقدان فیلم آرژانتین | انجمن منتقدان فیلم آرژانتین | انجمن منتقدان فیلم آرژانتین | انجمن منتقدان فیلم آرژانتین | انجمن منتقدان فیلم آرژانتین |
| سال                         | فیلم                        | جایزه                       | نتیجه                       | بخش                         |
| --------------------------- | --------------------------- | --------------------------- | --------------------------- | --------------------------- |
| ۲۰۰۴                        | رودخانه میستیک              | Silver Condor               | نامزد                       | بهترین فیلم خارجی           |
| ۲۰۰۸                        | نامه‌هایی از ایووجیما        | Silver Condor               | نامزد                       | بهترین فیلم خارجی           |

| جایزه انجمن منتقدان پخش‌کننده فیلم | جایزه انجمن منتقدان پخش‌کننده فیلم | جایزه انجمن منتقدان پخش‌کننده فیلم | جایزه انجمن منتقدان پخش‌کننده فیلم | جایزه انجمن منتقدان پخش‌کننده فیلم |
| سال                               | فیلم                              | جایزه                             | نتیجه                             | بخش                               |
| --------------------------------- | --------------------------------- | --------------------------------- | --------------------------------- | --------------------------------- |
| ۲۰۰۴                              | رودخانه میستیک                    | Critics Choice Award              | نامزد                             | بهترین آهنگسازی                   |
| ۲۰۰۴                              | رودخانه میستیک                    | Critics Choice Award              | نامزد                             | بهترین کارگردانی                  |
| ۲۰۰۵                              | دختر میلیون دلاری                 | Critics Choice Award              | نامزد                             | Best Director                     |
| ۲۰۰۵                              | دختر میلیون دلاری                 | Critics Choice Award              | نامزد                             | بهترین فیلم                       |
| ۲۰۰۷                              | نامه‌هایی از ایووجیما              | Critics Choice Award              | نامزد                             | بهترین کارگردانی                  |
| ۲۰۰۸                              | گریس رفته                         | Critics Choice Award              | نامزد                             | بهترین آهنگسازی                   |
| ۲۰۰۹                              | گرن تورینو                        | Critics Choice Award              | نامزد                             | بهترین بازیگر                     |
| ۲۰۰۹                              | Changeling                        | Critics Choice Award              | نامزد                             | بهترین آهنگسازی                   |

| انجمن منتقدان فیلم شیکاگو | انجمن منتقدان فیلم شیکاگو | انجمن منتقدان فیلم شیکاگو | انجمن منتقدان فیلم شیکاگو | انجمن منتقدان فیلم شیکاگو |
| سال                       | فیلم                      | جایزه                     | نتیجه                     | بخش                       |
| ------------------------- | ------------------------- | ------------------------- | ------------------------- | ------------------------- |
| ۲۰۰۴                      | رودخانه میستیک            | CFCA Award                | نامزد                     | بهترین کارگردانی          |
| ۲۰۰۴                      | دختر میلیون دلاری         | CFCA Award                | برنده                     | بهترین کارگردانی          |
| ۲۰۰۶                      | نامه‌هایی از ایووجیما      | CFCA Award                | نامزد                     | بهترین کارگردانی          |
| ۲۰۰۸                      | گرن تورینو                | CFCA Award                | نامزد                     | بهترین بازیگر مرد         |

| جایزه انجمن منتقدان استرالیا | جایزه انجمن منتقدان استرالیا | جایزه انجمن منتقدان استرالیا | جایزه انجمن منتقدان استرالیا | جایزه انجمن منتقدان استرالیا |
| سال                          | فیلم                         | جایزه                        | نتیجه                        | بخش                          |
| ---------------------------- | ---------------------------- | ---------------------------- | ---------------------------- | ---------------------------- |
| ۲۰۰۵                         | دختر میلیون دلاری            | FCCA Award                   | برنده                        | بهترین فیلم خارجی            |

| جایزه انجمن منتقدان کانزاس سیتی | جایزه انجمن منتقدان کانزاس سیتی | جایزه انجمن منتقدان کانزاس سیتی | جایزه انجمن منتقدان کانزاس سیتی | جایزه انجمن منتقدان کانزاس سیتی |
| سال                             | فیلم                            | جایزه                           | نتیجه                           | بخش                             |
| ------------------------------- | ------------------------------- | ------------------------------- | ------------------------------- | ------------------------------- |
| ۱۹۹۳                            | نابخشوده                        | KCFCC Award                     | برنده                           | بهترین کارگردانی                |

| انجمن منتقدان فیلم لندن | انجمن منتقدان فیلم لندن | انجمن منتقدان فیلم لندن | انجمن منتقدان فیلم لندن | انجمن منتقدان فیلم لندن |
| سال                     | فیلم                    | جایزه                   | نتیجه                   | بخش                     |
| ----------------------- | ----------------------- | ----------------------- | ----------------------- | ----------------------- |
| ۲۰۰۴                    | رودخانه میستیک          | ALFS Award              | برنده                   | کارگردان سال            |

| انجمن منتقدان فیلم لس آنجلس | انجمن منتقدان فیلم لس آنجلس | انجمن منتقدان فیلم لس آنجلس | انجمن منتقدان فیلم لس آنجلس | انجمن منتقدان فیلم لس آنجلس |
| سال                         | فیلم                        | جایزه                       | نتیجه                       | بخش                         |
| --------------------------- | --------------------------- | --------------------------- | --------------------------- | --------------------------- |
| ۱۹۹۲                        | نابخشوده                    | LAFCA Award                 | برنده                       | بهترین بازیگر مرد           |
| ۱۹۹۲                        | نابخشوده                    | LAFCA Award                 | برنده                       | بهترین کارگردانی            |

| جایزه جامعه ملی منتقدان فیلم | جایزه جامعه ملی منتقدان فیلم | جایزه جامعه ملی منتقدان فیلم | جایزه جامعه ملی منتقدان فیلم | جایزه جامعه ملی منتقدان فیلم |
| سال                          | فیلم                         | جایزه                        | نتیجه                        | بخش                          |
| ---------------------------- | ---------------------------- | ---------------------------- | ---------------------------- | ---------------------------- |
| ۱۹۹۳                         | Unforgiven                   | NSFC Award                   | برنده                        | بهترین کارگردانی             |
| ۲۰۰۴                         | رودخانه میستیک               | NSFC Award                   | برنده                        | بهترین کارگردانی             |

| حلقه منتقدان فیلم نیویورک | حلقه منتقدان فیلم نیویورک | حلقه منتقدان فیلم نیویورک | حلقه منتقدان فیلم نیویورک | حلقه منتقدان فیلم نیویورک |
| سال                       | فیلم                      | جایزه                     | نتیجه                     | بخش                       |
| ------------------------- | ------------------------- | ------------------------- | ------------------------- | ------------------------- |
| ۲۰۰۴                      | دختر میلیون دلاری         | NYFCC Award               | برنده                     | بهترین کارگردانی          |

| جامعه منتقدان فیلم آنلاین | جامعه منتقدان فیلم آنلاین | جامعه منتقدان فیلم آنلاین | جامعه منتقدان فیلم آنلاین | جامعه منتقدان فیلم آنلاین |
| سال                       | فیلم                      | جایزه                     | نتیجه                     | بخش                       |
| ------------------------- | ------------------------- | ------------------------- | ------------------------- | ------------------------- |
| ۲۰۰۴                      | رودخانه میستیک            | OFCS Award                | نامزد                     | بهترین کارگردانی          |
| ۲۰۰۵                      | دختر میلیون دلاری         | OFCS Award                | نامزد                     | بهترین کارگردانی          |

| انجمن منتقدان فیلم سن دیگو | انجمن منتقدان فیلم سن دیگو | انجمن منتقدان فیلم سن دیگو | انجمن منتقدان فیلم سن دیگو | انجمن منتقدان فیلم سن دیگو |
| سال                        | فیلم                       | جایزه                      | نتیجه                      | بخش                        |
| -------------------------- | -------------------------- | -------------------------- | -------------------------- | -------------------------- |
| ۲۰۰۴                       | Million Dollar Baby        | SDFCS Award                | برنده                      | بهترین کارگردانی           |
| ۲۰۰۴                       | Million Dollar Baby        | SDFCS Award                | برنده                      | Best Original Score        |
| ۲۰۰۶                       | نامه‌هایی از ایووجیما       | SDFCS Award                | برنده                      | بهترین کارگردانی           |

| جایزه انجمن منتقدان ونکوور | جایزه انجمن منتقدان ونکوور | جایزه انجمن منتقدان ونکوور | جایزه انجمن منتقدان ونکوور | جایزه انجمن منتقدان ونکوور |
| سال                        | فیلم                       | جایزه                      | نتیجه                      | بخش                        |
| -------------------------- | -------------------------- | -------------------------- | -------------------------- | -------------------------- |
| ۲۰۰۴                       | دختر میلیون دلاری          | VFCC Award                 | برنده                      | بهترین کارگردانی           |

| جایزه انجمن منتقدان واشینگتن دی.سی | جایزه انجمن منتقدان واشینگتن دی.سی | جایزه انجمن منتقدان واشینگتن دی.سی | جایزه انجمن منتقدان واشینگتن دی.سی | جایزه انجمن منتقدان واشینگتن دی.سی |
| سال                                | فیلم                               | جایزه                              | نتیجه                              | بخش                                |
| ---------------------------------- | ---------------------------------- | ---------------------------------- | ---------------------------------- | ---------------------------------- |
| ۲۰۰۳                               | رودخانه میستیک                     | WAFCA Award                        | نامزد                              | بهترین کارگردانی                   |
| ۲۰۰۹                               | شکست‌ناپذیر (فیلم ۲۰۰۹ ایستوود)     | WAFCA Award                        | نامزد                              | بهترین کارگردانی                   |

### جشنواره‌های فیلم
| جشنواره فیلم کن | جشنواره فیلم کن       | جشنواره فیلم کن | جشنواره فیلم کن |
| سال             | فیلم                  | جایزه           | نتیجه           |
| --------------- | --------------------- | --------------- | --------------- |
| ۱۹۸۵            | Pale Rider            | نخل طلایی       | Nominated       |
| ۱۹۸۸            | پرنده                 | نخل طلایی       | Nominated       |
| ۱۹۹۰            | شکارچی سفید، قلب سیاه | نخل طلایی       | Nominated       |
| ۲۰۰۳            | رودخانه میستیک        | نخل طلایی       | برنده           |
| ۲۰۰۳            | رودخانه میستیک        | Golden Coach    | برنده           |
| ۲۰۰۸            | Changeling            | نخل طلایی       | نامزد           |